# 伊豪罗什
伊豪罗什，是匈牙利绍莫吉州所辖的一个村。总面积22.68平方公里，总人口465，人口密度20.5人/平方公里（2011年1月1日）。